# Amata flava
Amata flava är en fjärilsart som beskrevs av Alfred Ernest Wileman 1910. Amata flava ingår i släktet Amata och familjen björnspinnare. Inga underarter finns listade i Catalogue of Life.